# Бад-Эссен
Бад-Эссен (нем. Bad Essen) — община в Германии, в земле Нижняя Саксония.
Входит в состав района Оснабрюк. Население составляет 15 612 человек (на 31 декабря 2010 года). Занимает площадь 103,31 км².
Коммуна подразделяется на 17 сельских округов.

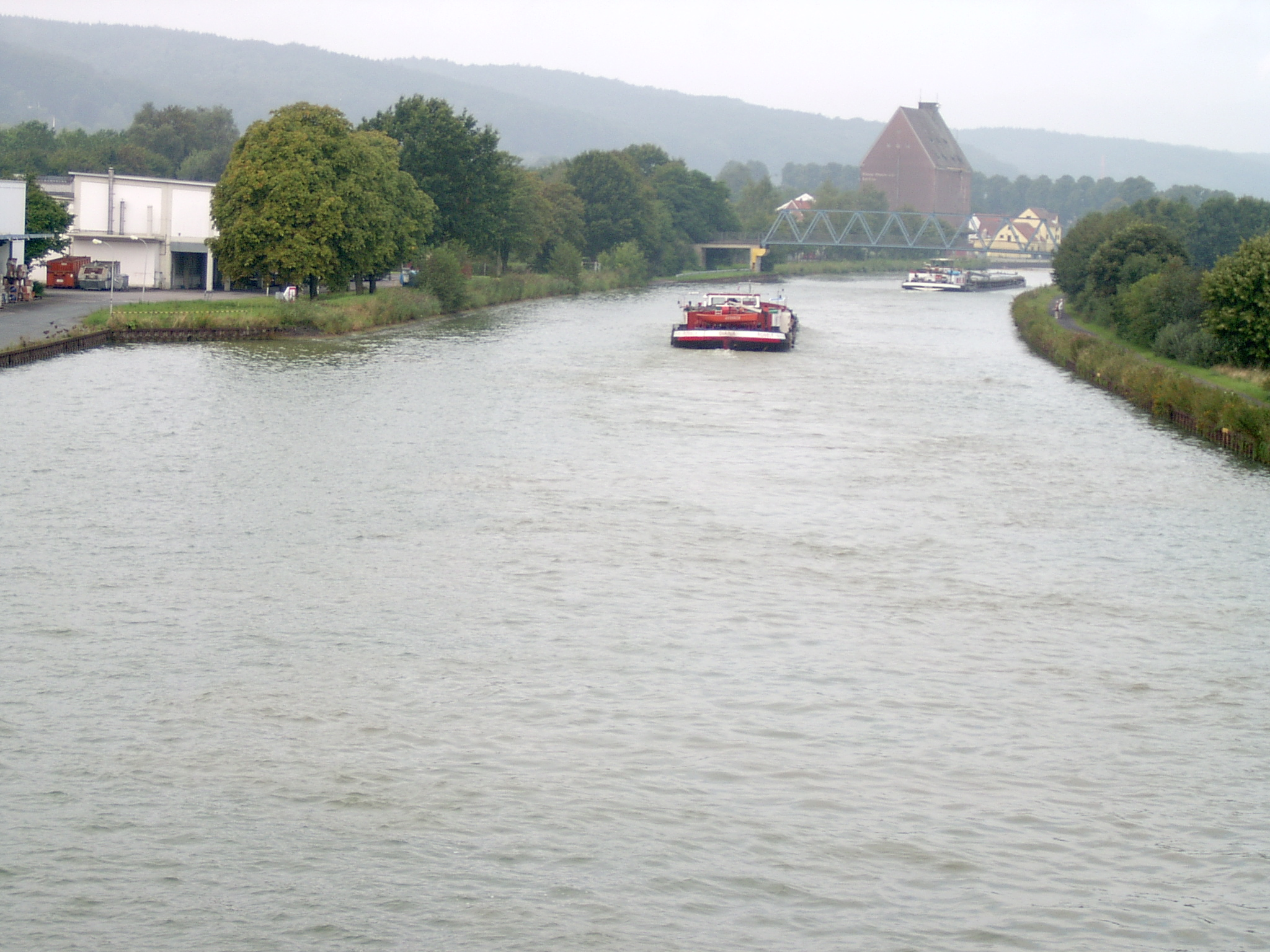
Бад-Эссен

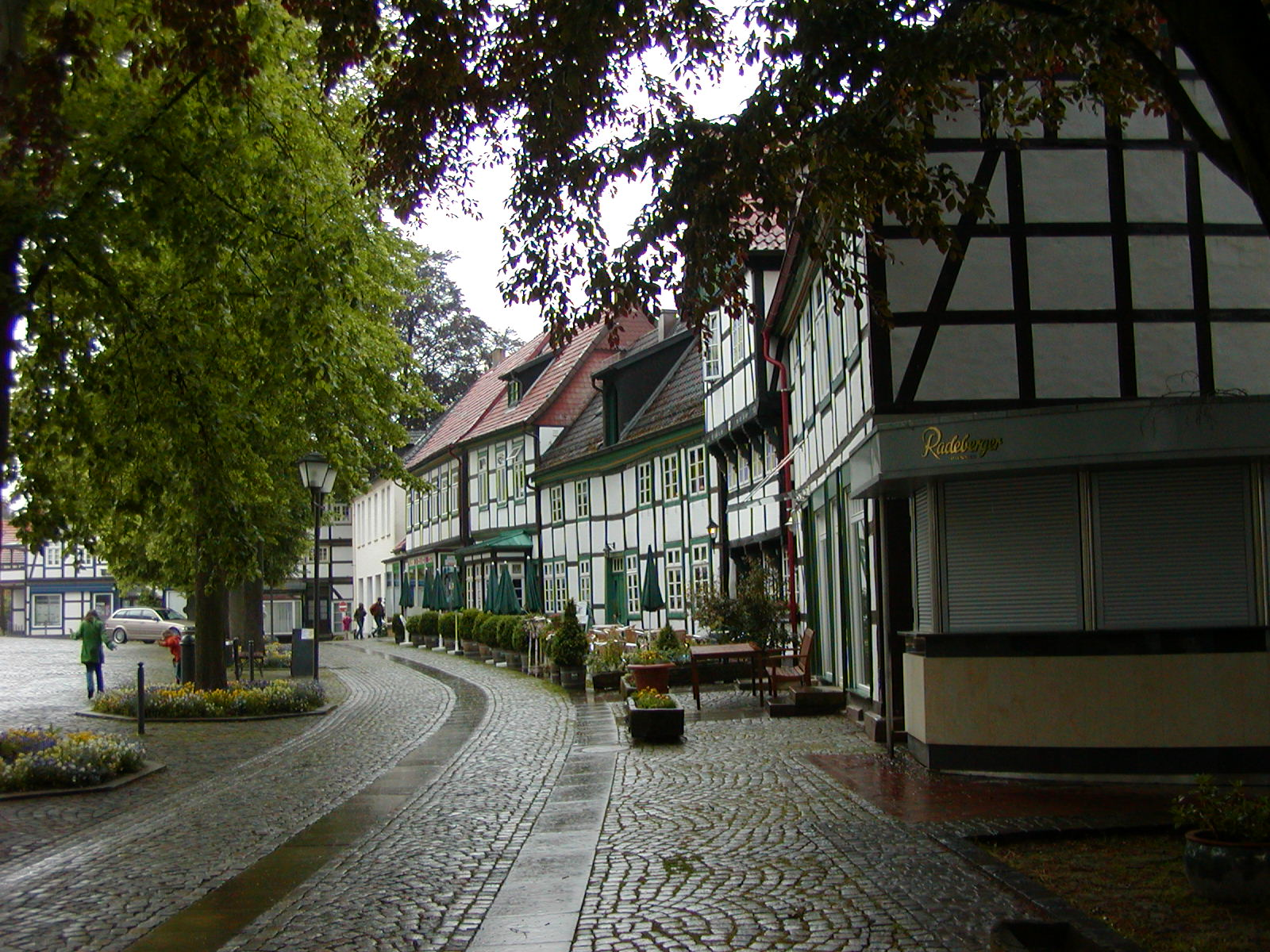
Бад-Эссен

| Год  | Население |
| ---- | --------- |
| 1990 | 12 500    |
| 1995 | 14 467    |
| 2000 | 15 328    |
| 2005 | 15 807    |
| 2010 | 15 706    |